# 隼別皇子
隼別皇子（はやぶさわけ の みこ、生年不詳 - 仁徳天皇40年2月）は『記紀』に伝えられる古墳時代の皇族（王族）。５世紀頃の応神天皇の皇子。仁徳天皇の異母弟。母親は『古事記』では桜井田部連垂根（さくらい の たべ の むらじ たりね）の娘、糸井比売（いといひめ） で、『日本書紀』では桜井田部連男組（さくらい の たべ の むらじ おさい）の妹、糸媛（いとひめ）。「隼総別皇子」とも表記する。『古事記』では速総別命。

## 概要
『古事記』・『日本書紀』に共通する物語をまとめると、以下のようになる。
仁徳天皇は雌鳥皇女（めとりのひめみこ）を妃にしようとして、結婚の仲立ちを頼まれた。しかし、隼別皇子は、密かに彼女を妻にして復命せず、さらに皇位への野心をうかがわせる、不敬の言動が本人からも周囲からも相次いだ。このため、一度は二人の仲を許した天皇の怒りを買った。
古事記には次のように、まず女鳥王（めとりのひめみこ）が速總別王（はやぶさわけのみこ）に、天皇を討つべしと促したことが記されている。
また日本書紀にも、
とある。
『日本書紀』によると、追っ手として、吉備品遅部雄鯽（きび の ほむちべ の おふな）・播磨佐伯直阿俄能胡（はりま の さえき の あたい あがのこ)らの軍兵が差し向けられたという。皇子夫妻は伊勢神宮へ逃げる途中で捕らえられ、伊勢国の蒋代野（こもしろのの）、古事記では大和国の宇陀の蘇邇（そに）で捕らえられ、2人とも殺されたという。
以上、書紀も歌物語の要素が濃厚だが、とくに古事記は全体が歌謡を中心とした歌物語として文学的価値の高いものになっている。

## その他
『宇佐宮四姓大系図略』では、宇佐神宮に奉仕した田部勝・田部宿禰の祖を糸媛の兄である桜井田部連男鉏とする。